# (36955) 2000 SR270
2000 SR270 (asteroide 36955) é um asteroide da cintura principal. Possui uma excentricidade de 0.03114720 e uma inclinação de 4.73938º.
Este asteroide foi descoberto no dia 27 de setembro de 2000 por LINEAR em Socorro.